# Rembertus Giltzheim
Rembertus Giltzheim, auch: Rempert Gilsheim, (* Braunschweig; † vermutlich 1532 in Lübeck) war ein deutscher Mediziner und Hochschullehrer.

## Leben und Wirken
Erstmals nachweisbar ist Rempertus Gilßem de Brunßwick im Jahre 1509 als Herausgeber einer Schrift des Kirchenvaters Hieronymus in Leipzig. Er kam im Wintersemester 1511/1512 als Magister Artium an die Universität Rostock und wurde hier Professor der Medizin. Er promovierte 1514 zum Dr. med.; 1515 war er Rektor der Universität. Seit 1512 war er als Leibarzt für die Herzöge Heinrich V. und Albrecht VII von Mecklenburg tätig. Sein Gehalt für letztere Tätigkeit betrug zunächst in den ersten drei Jahren seiner Tätigkeit 30 Rheinische Gulden im Jahr. Die Besoldung wurde 1515 durch eine Pfarrstelle an der Rostocker Petrikirche aufgebessert, die er aber wegen des damit verbundenen Zölibats 1521 wieder aufgab, um heiraten zu können. 1522 ist er noch in Rostock nachgewiesen, 1524 in Lüneburg und ab 1529 als Stadtmedicus in Lübeck. Hier wurde er medizinischer Chronist der Englischen Schweiß-Epidemie von 1529.
Er starb nach dem 3. Februar 1531; Anfang 1535 wird er als verstorben verzeichnet. Sein wahrscheinliches Todesjahr ist 1532, denn in diesem Jahr wurde Laurentius Schönfeldt zum Stadtphysicus berufen.
Sein gleichnamiger Sohn Rembert Gilsheim wurde 1545 an der Universität Kopenhagen zum Dr. iur. promoviert, war im folgenden Jahr Professor und 1548 Rektor der Universität. Ab 1550 wirkte er, zunächst als dänischer Gesandter, dann als Rat (consiliarius) verschiedener Parteien, im Baltikum. 1569 war er an der Union von Lublin beteiligt.

## Werke
- (Hrsg.) Beatissimi Hieronymi de Honorandis Parentibus Epistola, cum utilissimo divi et melliflui Bernhardi Clarevallis cenobii abbate Epistolio de domus et familie gubernami materia oeconomicorum Aristotelis complectens. Lipsia 1509

Digitalisat des Exemplars der Bayerischen Staatsbibliothek
- Liber collectionum aphorismorum Hypocratis de unaquaque egritudine a capite usque ad volam pedis pertraetans. Rostock 1519
- Tractatulus de vera ethymologia atque divina admirabilique Theriace compositione. Rostock 1519
- Bericht über die Schweißsucht vom J. 1529, abgedruckt in Georg Christian Friedrich Lisch: Die Schweißsucht in Meklenburg im Jahre 1529 und der fürstliche Leibarzt, Professor Dr. Rhembertus Giltzheim. In: Jahrbücher des Vereins für Mecklenburgische Geschichte und Altertumskunde, Bd. 3 (1838), S. 60–83 (Digitalisat)